# ولسلی هیگ
سر توماس ولسلی هیگ KCIE CSI CMG CBE (زاده ۷ اوت 1865 - درگذشتهٔ ۲۸ آوریل 1938) یک کارمند دولتی در هند بریتانیا و استاد کالج ترینیتی، دوبلین و بعدتر منادی اسکاتلندی بود.

## اوایل زندگی
هیگ پسر سرگرد رابرت ولسلی هیگ (۱۸۳۰–۱۸۷۲)، ستاره‌شناس نظامی و ماریا جورجینا براون بود. پدربزرگ مادریش چارلز جیمز بلومفیلد، اسقف لندن بود. او همچنین از تبار هیگ‌های بونینگتون، شاخه ای از دودمان مرزی هیگ از بمرساید بود و بنابراین با اولین لرد هیگ خویشاوندی داشت. او در کالج ولینگتون و سپس سندهرست تحصیل کرد.

## مرگ
هیگ پس از یک بیماری طولانی در ۲۸ آوریل ۱۹۳۸ در خانه اش در کنزینگتون لندن درگذشت.